# Burmathele
Burmathele – wymarły rodzaj pająków z podrzędu Mesothelae, jedyny z monotypowej rodziny Burmathelidae. Obejmuje tylko jeden opisany gatunek, Burmathele biseriata. Żył w kredzie na terenie współczesnej Mjanmy.

## Taksonomia
Rodzaj i gatunek typowy opisane został w 2017 roku przez Jörga Wunderlicha na łamach „Beiträge zur Araneologie”. Opisu dokonano na podstawie trzech datowanych na cenoman inkluzji w bursztynie birmańskim, z których dwie przyporządkowano do gatunku typowego, a jednej nie przyporządkowano do żadnego. W 2019 roku krótko opisano kolejną, nieprzyporządkowaną do gatunku inkluzję z tego rodzaju. Epitet gatunkowy biseriata odnosi się do dwóch szeregów ząbków na pazurkach.

## Morfologia
Holotyp ma 5 mm długości ciała przy prosomie długości 2,3 mm i szerokości 2 mm oraz opistosomie (odwłoku) długości 2 mm i szerokości 1,6 mm; niewykluczone że jest to osobnik dorosły, aczkolwiek rozmiary są małe jak na przedstawiciela Mesothelae. Paratyp jest osobnikiem młodocianym i ma ciało długości 2,4 mm przy prosomie długości 1,4 mm i szerokości 1,15 mm oraz opistosomie długości 1,5 mm i szerokości 0,9 mm. Trzeci, nieprzypisany do gatunku typowego okaz jest osobnikiem młodocianym o ciele długości 2 mm przy prosomie długości 1 mm i szerokości 0,9 mm. Ubarwienie osobnika największego było ciemnoszare z ciemnobrązowymi tergitami, pozostałych zaś jasnobrązowe. Karapaks zaopatrzony był w sześcioro dość dużych oczu rozmieszczonych na wąskim polu ocznym, z których przednie leżały blisko siebie, oraz płytką jamkę. Nadustek był niski. Szczękoczułki miały duże człony nasadowe i długie pazury jadowe. Sternum było szerokie, również w części tylnej. Duże i uzbrojone w kolce nogogłaszczki wieńczył duży pazurek z dużymi zębami w części nasadowej. Odnóża były przysadziste, zaopatrzone w liczne szczecinki i trichobotria, a u osobnika największego także kolce. Brak było wierzchołkowych ostróg zmysłowych na goleniach. Stopę wieńczyły trzy pazurki, z których parzysty miały dwa szeregi ząbków, a nieparzysty trzy duże ząbki w jednym szeregu. Biodra ostatniej pary były zmodyfikowane w częściach tylno-bocznych nasadowej połowy. Opistosoma miała na wierzchu co najmniej osiem dobrze zesklerotyzowanych, dużych tergitów, mających od jednej do trzech par długich szczecinek w częściach tylnych. Kądziołki przędne leżały w środkowej części opistosomy. Te pary przednio-bocznej były duże i wieloczłonowe, tylno-bocznej zaś krótkie. Wzgórek analny u okazu najmniejszego był duży i otoczony niewielkim pierścieniem zesklerotyzowanego oskórka.

## Paleoekologia
Siedliskiem tego pajęczaka były gorące i wilgotne tropikalne lasy deszczowe o bujnej roślinności. Zdominowane były przez araukariowate, zwłaszcza z rodzaju agatis, ale występowały tu też sekwoje, metasekwoje, sosny, cedry i cyprysy. Piętro podszytu tworzyły głównie paprocie i widłaki właściwe. Pory roku determinowane były głównie przez opady. Lasy te rosły nad brzegami rzek, jezior, lagun czy estuariów, o czym świadczy udział fauny słodkowodnej. Nie były odległe od wybrzeży morskich, jako że w bursztynie birmańskim czasem spotkać można organizmy słonowodne, a zwłaszcza ślady ich działalności.
Biota lasów cechowała się dużą bioróżnorodnością; do 2022 roku stwierdzono w burmicie około 2390 gatunków, 1575 rodzajów i 689 rodzin organizmów lądowych i słodkowodnych, w tym ponad 2240 gatunków, 1445 rodzajów, 612 rodzin, 66 rzędów i 8 gromad stawonogów. Pająki oprócz Burmathelidae reprezentowały aksamitnikowate, Archaeidae, Arthromygalidae, Burmadictynidae, Burmascutidae, Corinnidae, Cretaceothelidae, czyhakowate, Deinopidae, Dipluridae, Eomesothelidae, Eopsilodercidae, Fossilcalcaridae. Hersiliidae, Hersiliidae, klejnotnikowate, koliściakowate, kwadratnikowate, Lagonomegopidae, Leptonetidae, Leviunguidae, Macrothelidae, Micropalpimanidae, Mongolarachnidae, Mysmenidae, Ochyroceratidae, Oecobiidae, omatnikowate, Paculidae, Palpimanidae, nasosznikowate, Pholcochyroceridae, Plumorsolidae, Praearaneidae, Praeterleptonetidae, Psechridae, Psilodercidae, skakunowate, śpiesznikowate, Telemidae, Tetrablemmidae, ukośnikwoate i Vetiaroridae. W tych samych fragmentach bursztynu co Burmathele znajdują się syninkluzje roztoczy, larwy pluskwiaka, skoczogonka z grupy zrosłopierścieniowych, niezidentyfikowanego owada uksrzydlonego oraz szczątków roślinnych.